# Napalm Records
Napalm Records este o casă de înregistrări independentă din Austria, focusată pe muzică heavy metal și hard rock.

Inițial Napalm Records se axa îndeosebi pe black metal și folk metal, ulterior însă extinzându-și lista cu gothic metal, metal simfonic și doom metal, având chiar și o trupă de metalcore electronic - ”Beyond All Recognition”.

Napalm Records are și propria sa editură, numită ”Iron Avantgarde Publishing”.

## Lotul
| - Abigor - Ahab - Alestorm - Arkona - Battlelore - Belphegor - Beseech - Beyond all Recognition - Brant Bjork - The Bulletmonks - Candlemass - Dargaard - Darkwell - Delain - DevilDriver - Diabulus in Musica - Die Verbannten Kinder Evas - Dominion III - Draconian - Edenbridge - Elis - Enthroned (now signed to Regain) - Evil Invaders - Fairyland - Falkenbach - Fejd - Finsterforst - Gigan | - Glittertind - Gloryhammer - Grave Digger - Hate - Heidenreich - Heidevolk - Hollenthon - Huntress - Ice Ages - In Battle - Intense - Iron Fire - Isole - Jaldaboath - Jungle Rot - Kampfar - Karma to Burn - Kontrust - Korpiklaani - Lacrimas Profundere - Leaves' Eyes - Lunatica - Mehida - Midnattsol - Monster Magnet - Moonspell - Mortemia - Mortillery | - Myriads - Nemesea - Nightmare - Power Quest - Powerwolf - Revolution Renaissance - Saltatio Mortis - Serenity - Siebenbürgen - Skálmöld - Stream of Passion - Striker - Stuck Mojo - Summoning - Svartsot - The Sins of Thy Beloved - Tiamat - Trail of Tears - Tristania - Týr - Van Canto - Vesania - Vintersorg - Visceral Evisceration - Visions of Atlantis - Vista Chino - WeltenBrand - Xandria |

## Distribuție
- Edel Music (Germania, Austria)
- Alternative Distribution Alliance (SUA)